# Ezeriș (gmina)
Gmina Ezeriș – gmina w okręgu Caraș-Severin w zachodniej Rumunii. Zamieszkuje ją 1255 osób. W skład gminy wchodzą dwie miejscowości Ezeriș i Șoceni. 